# Royal Navy Submarine Museum

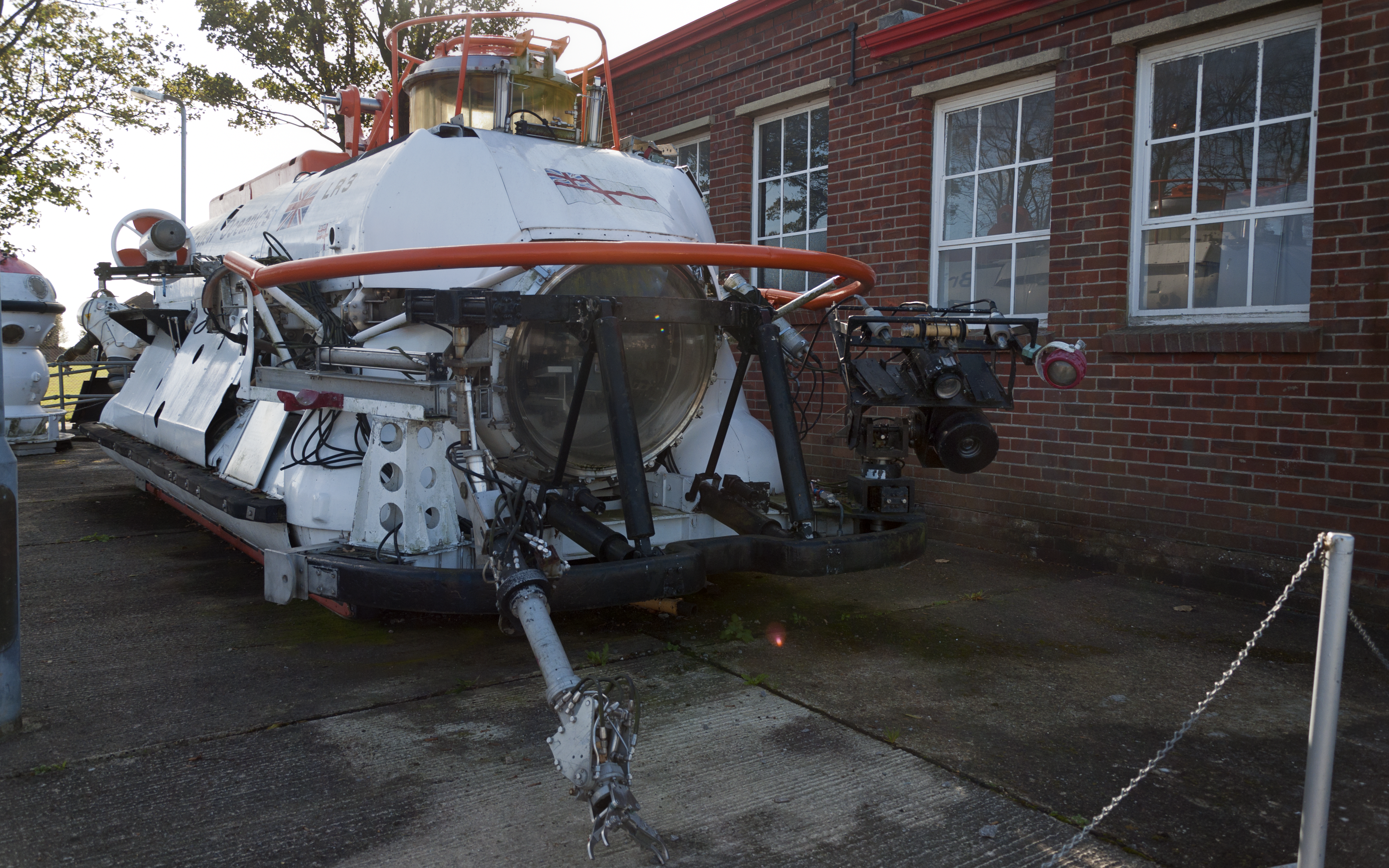
De LR3 bij de ingang van het museum

Het Royal Navy Submarine Museum (Nederlands: Onderzeebootmuseum van de Koninklijke Zeemacht) is een museum in de Engelse stad Gosport dat de geschiedenis schetst van de ontwikkeling van de onderzeeboot vanaf de tijd van Alexander de Grote tot de tijd van de door kernenergie aangedreven onderzeeboten. Het museum opende in 1963 zijn deuren.

## Bezienswaardigheden
- Holland 1: de eerste onderzeeboot van de Royal Navy
- HMS Alliance: een onderzeeboot uit 1947 die kan worden bezocht
- X-24: de enige van zijn klasse die de Tweede Wereldoorlog overleefde
- Biber: een Duitse mini-onderzeeboot uit WO II
- LR3: een diepzee-onderzoek en reddingstuig
- Jim-suit: een atmosferisch duikpak
- Turtle: model van een Amerikaanse onderzeeboot die in 1776 HMS Eagle aanviel